# درد اسکات

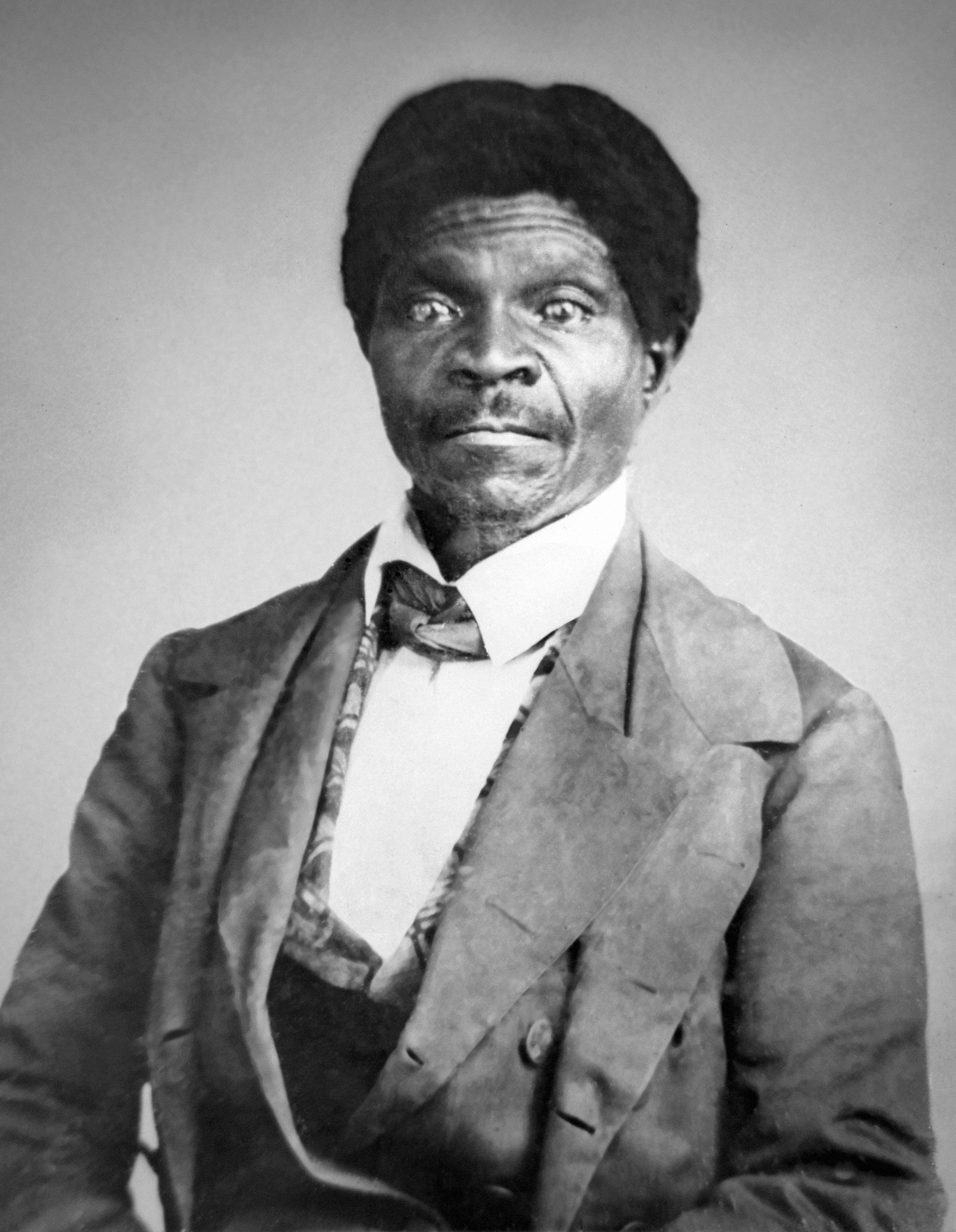
نگاره‌ای از دِرِد اسکات.

درد اسکات (حدود ۱۷۹۹–۱۷ سپتامبر ۱۸۵۸) آمریکایی آفریقایی‌تباری بود که به صورت ناموفقی برای آزادی خود، همسر، و دو دخترش به دیوان عالی آمریکا علیه جان سانفورد شکایت کرد. در این پرونده که به نام درد اسکات در برابر سندفرد یا تصمیم اسکات مشهور است، اسکات ادعا نمود که خود و همسرش می‌بایستی آزاد شوند چرا که آن‌ها به مدت چهار سال در سرزمین‌های ایلینوی و ویسکانسین زندگی نموده‌اند که در آن زمان برده‌داری در این سرزمین‌ها ممنوع بوده‌است. دادگاه عالی آمریکا با رأی ۷–۲ علیه اسکات رأی داد. این رأی دادگاه مبنایی شد بر اینکه نه اسکات و نه هیچ شخص دیگری با پیش‌زمینه آفریقایی شهروند ایالات متحده محسوب نمی‌شوند و در نتیجه نمی‌توانند پرونده‌ای را علیه کسی در دادگاه عالی آمریکا تشکیل دهند.
قاضی دادگاه عالی راجر بی. تانی تصور می‌کرد که با این رای، تصمیم کنگره آمریکا را در مورد برده‌داری مسکوت خواهد کرد. اما در عمل این تصمیم نارضایتی عمومی را افزایش داد، بر اختلافات بین شمال و جنوب ایالات متحده افزود، و روند حوادث بعدی را که به جنگ داخلی ایالات متحده منجر شد تسریع نمود. اعلامیه آزادی آبراهام لینکلن در ۱۸۶۳ و پیوست‌های سیزده، چهارد، و پانزده قانون اساسی در بعد از جنگ این تصمیم دادگاه عالی را باطل نمود.